# Homeland (album, Laurie Anderson)
Homeland je studiové album zpěvačky Laurie Anderson. Jedná se o její první studiové album od roku 2001, kdy vydala Life on a String. Na několika skladbách se podíleli i Lou Reed a John Zorn, se kterými již dříve nahrála album The Stone: Issue Three. Zorn, Reed a Anderson spolu občasně koncertovali.

## Seznam skladeb
| Pořadí         | Název                       | Délka |
| -------------- | --------------------------- | ----- |
| 1.             | Transitory Life             | 6:52  |
| 2.             | My Right Eye                | 5:01  |
| 3.             | Thinking of You             | 4:12  |
| 4.             | Strange Perfumes            | 4:46  |
| 5.             | Only an Expert              | 7:26  |
| 6.             | Falling                     | 3:19  |
| 7.             | Another Day in America      | 11:24 |
| 8.             | Bodies in Motion            | 7:10  |
| 9.             | Dark Time in the Revolution | 5:19  |
| 10.            | The Lake                    | 5:39  |
| 11.            | The Beginning of Memory     | 2:45  |
| 12.            | Flow                        | 2:15  |
| Celková délka: | Celková délka:              | 66:00 |